# Amstel 135-141
Amstel 135-141 te Amsterdam is een gebouw aan de straat Amstel in Amsterdam-Centrum, Een deel van de bewoners heeft uitzicht over de rivier Amstel
Amsterdam groeide van binnenuit steeds naar buiten toe en was eind 17e eeuw aanbeland op deze plek, nog net binnen de ring Weteringschans – Sarphatistraat. Op de hoek van de Amstel en Korte Amstelstraat stond tot circa 1955 een viertal panden, die in de jaren daarvoor weliswaar regelmatig verbouwd waren maar na de Tweede Wereldoorlog toch enigszins in verval waren geraakt. Directeur Albert van Walraven van de Dienst der Publieke Werken constateerde dat ze na enig opknapwerk nog van grote waarde konden zijn binnen de gevelwand ter plaatse, die toch al te lijden had gehad van nieuwbouw. Zijn protest werd echter van tafel geveegd, maar een eerste ontwerp van architect Johannes Anthonie Landman overkwam hetzelfde. Landman kreeg nog een nieuwe kans en ging daarbij samenwerken met architect Bart van Kasteel dan net voor zichzelf begonnen was na werk voor Frits Eschauzier. De tweede poging kon wel op goedkeuring rekenen van de "Commissie voor de Oude Stad", maar er moest nog wel gekeken worden naar de prefab-betonnen en kunstgranieten afwerking. De keus voor deze samenstelling moest echter even later vanwege de hoge kosten, het was de tijd van wederopbouw,  losgelaten worden. Als alternatief werd gekozen voor bepleistering.
In plaats van twee bouwlagen (drie indien het souterrain meegeteld wordt) onder een schilddak kwam er een gebouw van vier bouwlagen met plat dak op een kelder. In het gebouw kon de architect 23 appartementen boven bedrijfsruimten kwijt. Deze appartementen zijn bereikbaar via galerijen in het gebouw. Vincent van Rossem concludeerde in 2009 dat het voor naoorlogse “nieuwbouw” een passend onderdeel was geworden van de gehele gevelwand ter plaatse. Dit werd mede bereikt doordat het gebouw, anders dan het verderop gelegen Koninklijk Theater Carré niet uitsteekt boven de omliggende bebouwing. Ook de horizontale afmeting bleek in zijn ogen mee te vallen. Door de gevelindeling past mede door de plaatsing van balkons binnen de architectonische ritmiek van de gevelwand. Hij voegde nog toe dat door het klimmen van de bekendheid van de architect Bart van Kasteel het gebouw aan importantie had gewonnen, ook al waren er al diverse verbouwingen geweest. Hij omschreef het als “redelijk gaaf bewaard gebleven” en wees op de betonnen verschijning in de Amsterdamse binnenstad. In 2008 was het gebouw dan ook opgenomen in de Top 100 naoorlogs erfgoed Amsterdam (nr 15). Het zou nog zes jaar duren (3 juni 2014) voordat het gebouw een gemeentelijk monument (200734) werd. 